# Kārīzmeh
Kārīzmeh (persiska: کاریزمه, Kārīs Meh) är en ort i Iran.   Den ligger i provinsen Khorasan, i den nordöstra delen av landet, 700 km öster om huvudstaden Teheran. Kārīzmeh ligger 1 281 meter över havet och antalet invånare är 361.
Terrängen runt Kārīzmeh är lite kuperad.Runt Kārīzmeh är det ganska glesbefolkat, med 42 invånare per kvadratkilometer. Närmaste större samhälle är Farhādgerd, 17,6 km söder om Kārīzmeh. Omgivningarna runt Kārīzmeh är i huvudsak ett öppet busklandskap.